# Puljahanoaivi
Puljahanoaivi är en kulle i Finland.   Den ligger i den ekonomiska regionen Norra Lappland och landskapet Lappland, i den norra delen av landet, 1 000 km norr om huvudstaden Helsingfors. Toppen på Puljahanoaivi är 441 meter över havet, eller 102 meter över den omgivande terrängen. Bredden vid basen är 2,0 km.
Terrängen runt Puljahanoaivi är varierad.  Trakten runt Puljahanoaivi är nära nog obefolkad, med mindre än två invånare per kvadratkilometer. Omgivningarna runt Puljahanoaivi är i huvudsak ett öppet busklandskap.